# 横手公園
横手公園（よこてこうえん）は、秋田県横手市にある都市公園（総合公園）。
明治時代の著名な造園家である長岡安平によって造園された公園で、かつて横手城の本丸が置かれていたことから、市民からは「お城山（おしろやま）」と呼ばれ親しまれている。園内には横手城の模擬天守があり、郷土資料館と展望台を兼ねる施設となっている。

## 歴史
1873年（明治6年）1月15日、勝区や旧跡を公園とし「万人偕楽の地」にすることを推奨する太政官布告が布達され、日本で初めて制度上の「公園」が誕生した。秋田県内においても、1895年（明治28年）12月に県会でこれを推進することとし、県内の公園設計を長岡安平へ依頼した。1897年（明治30年）11月に久保田城跡に千秋公園（秋田市）が、1902年には横手公園が設計された。現在の横手公園の基本設計となるもので、1908年（明治41年）には公園として城跡が横手町（当時）に移管された。
1960年代に入ってから、横手市は観光施設の整備を積極的に行うようになり、まず初めに横手公園の整備に着手した。当時より横手公園の敷地は広大で、草木の整備が行き届いていない状況になっていたため、公園の管理を畑儀三郎に委ね、園内の整備を依頼した。畑儀三郎は熱心に公園整備を進め、園内路の整備やサクラ、ツツジの植樹を行った。市では、1961年（昭和36年）に牛沼に蓬莱（ほうらい）橋をかけ、1965年（昭和40年）11月には横手城模擬天守を完成させた。また、武者溜跡に噴水を、大谷地の高台には平和観音を、牛沼東側にはバラ園を設置するなどした。噴水は、横手ロータリークラブの創立10周年を記念して武者溜広場に整備されたもので、直径8m、噴水口は11個で高さは7m。設計は畑儀三郎で、総工費150万円。現在、噴水は撤去されており、駐車場となっている。
2007年（平成19年）2月15日には日本の歴史公園100選に選定された。

### 年表

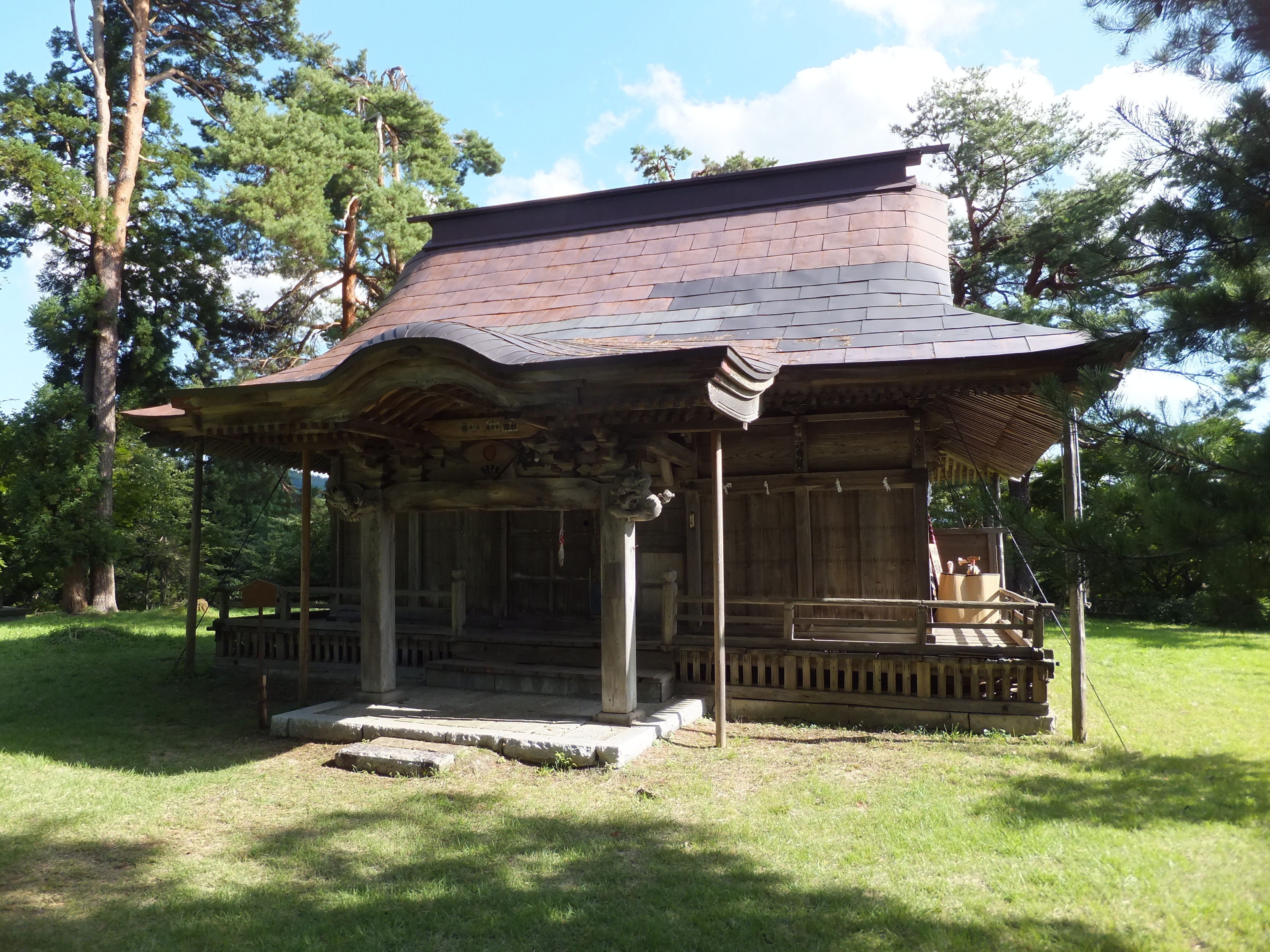
秋田神社
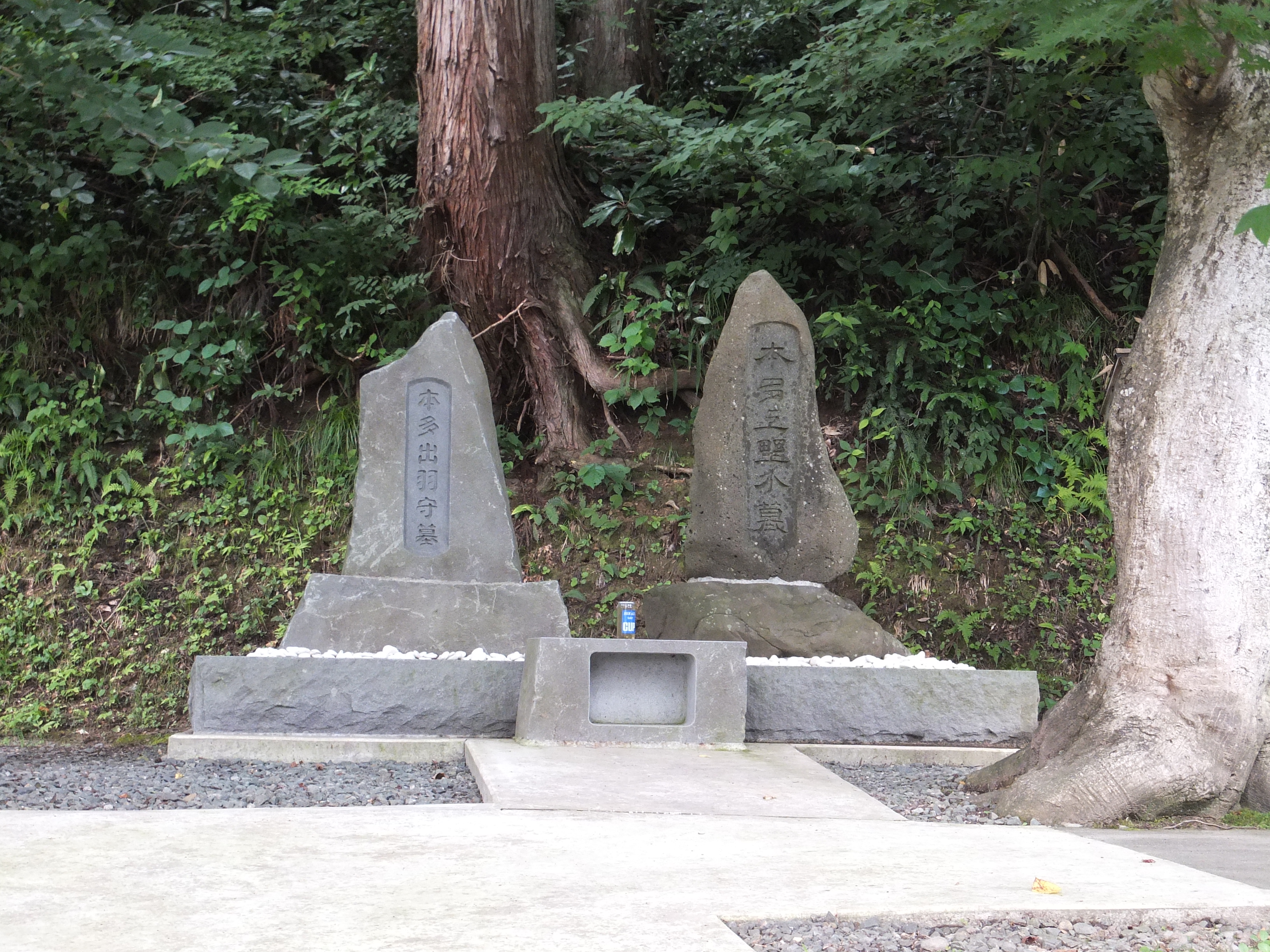
本多正純と正勝の墓
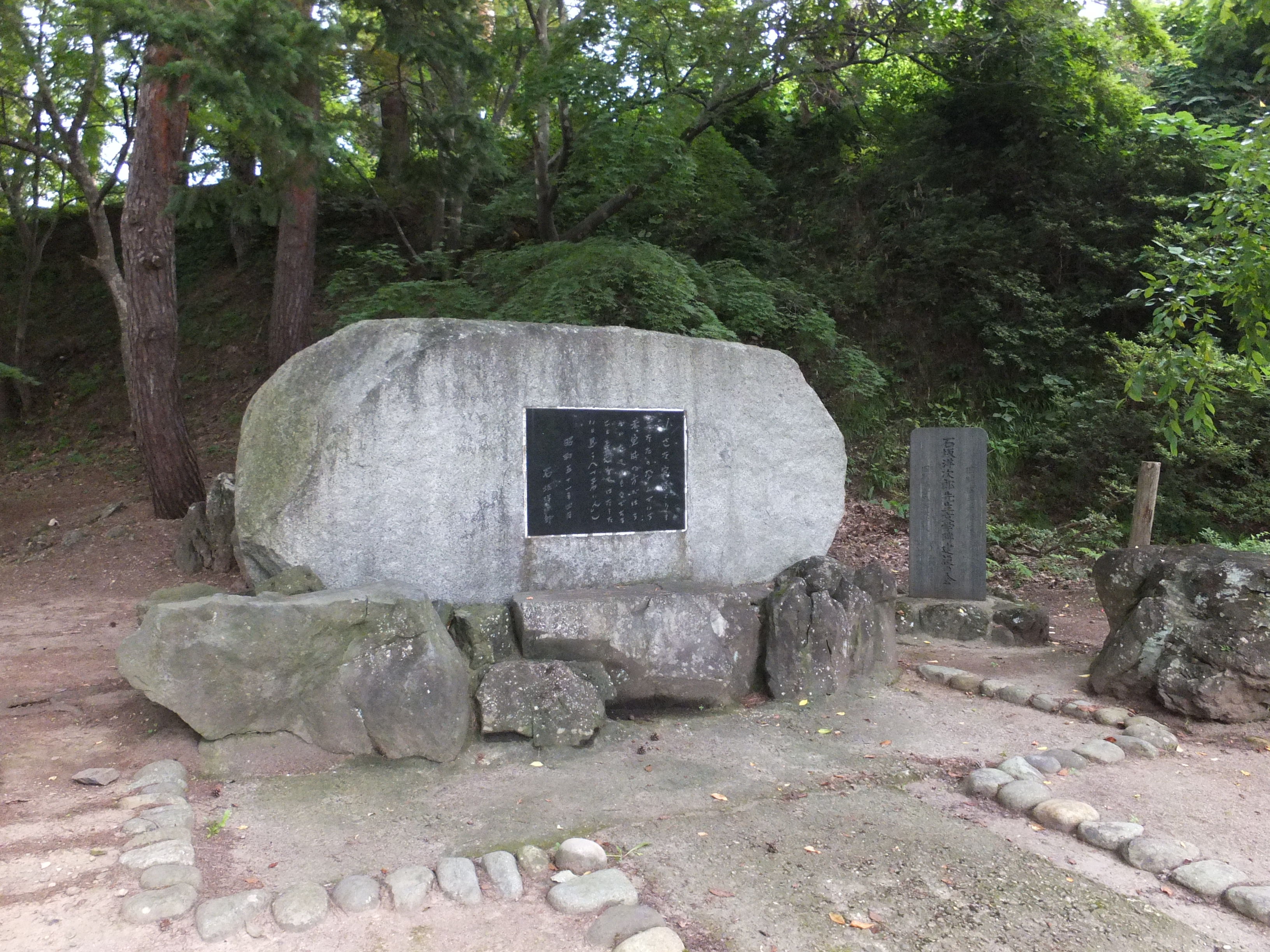
石坂洋次郎文学碑
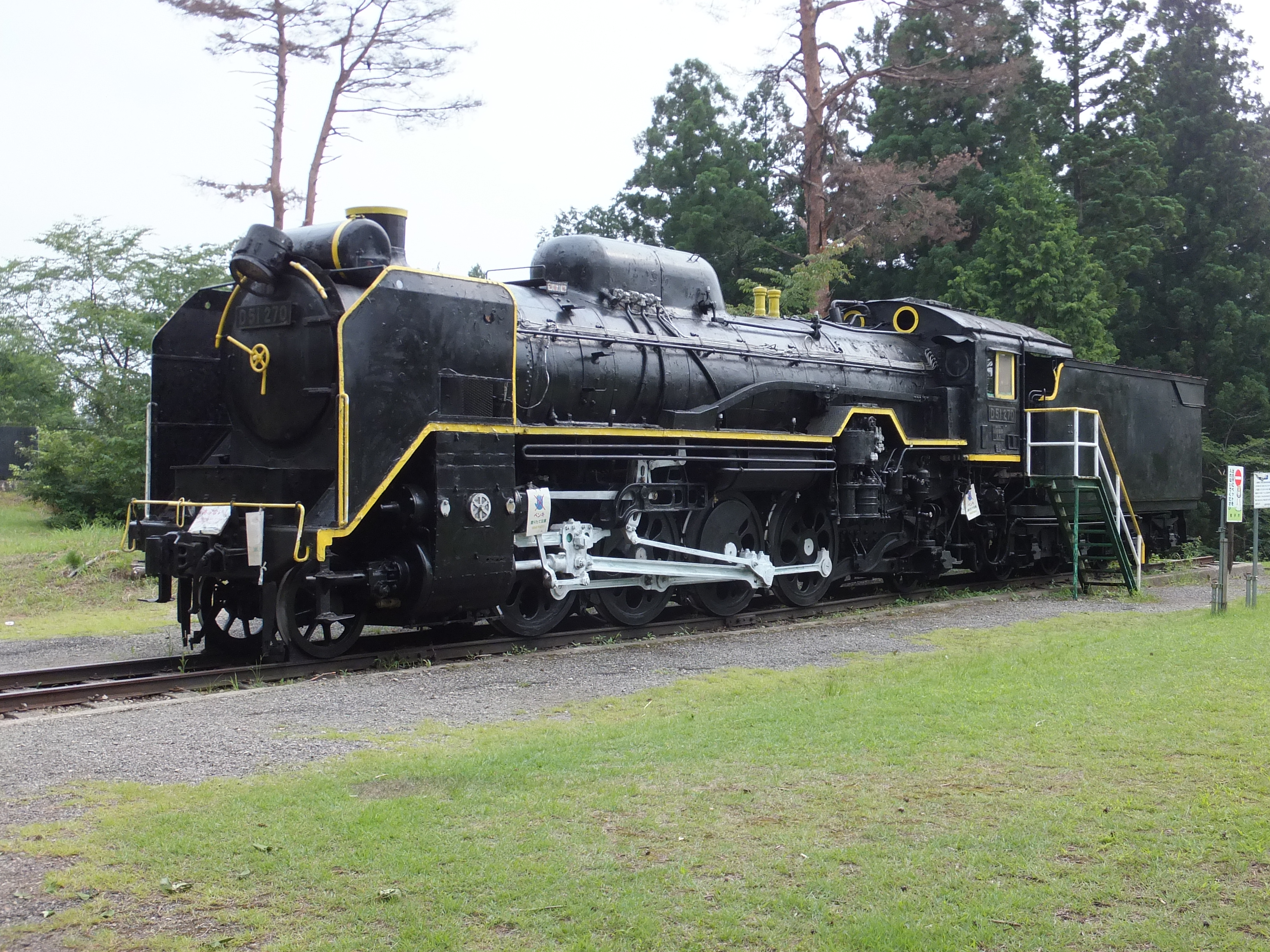
1902年（明治35年） - 長岡安平によって公園として設計される。
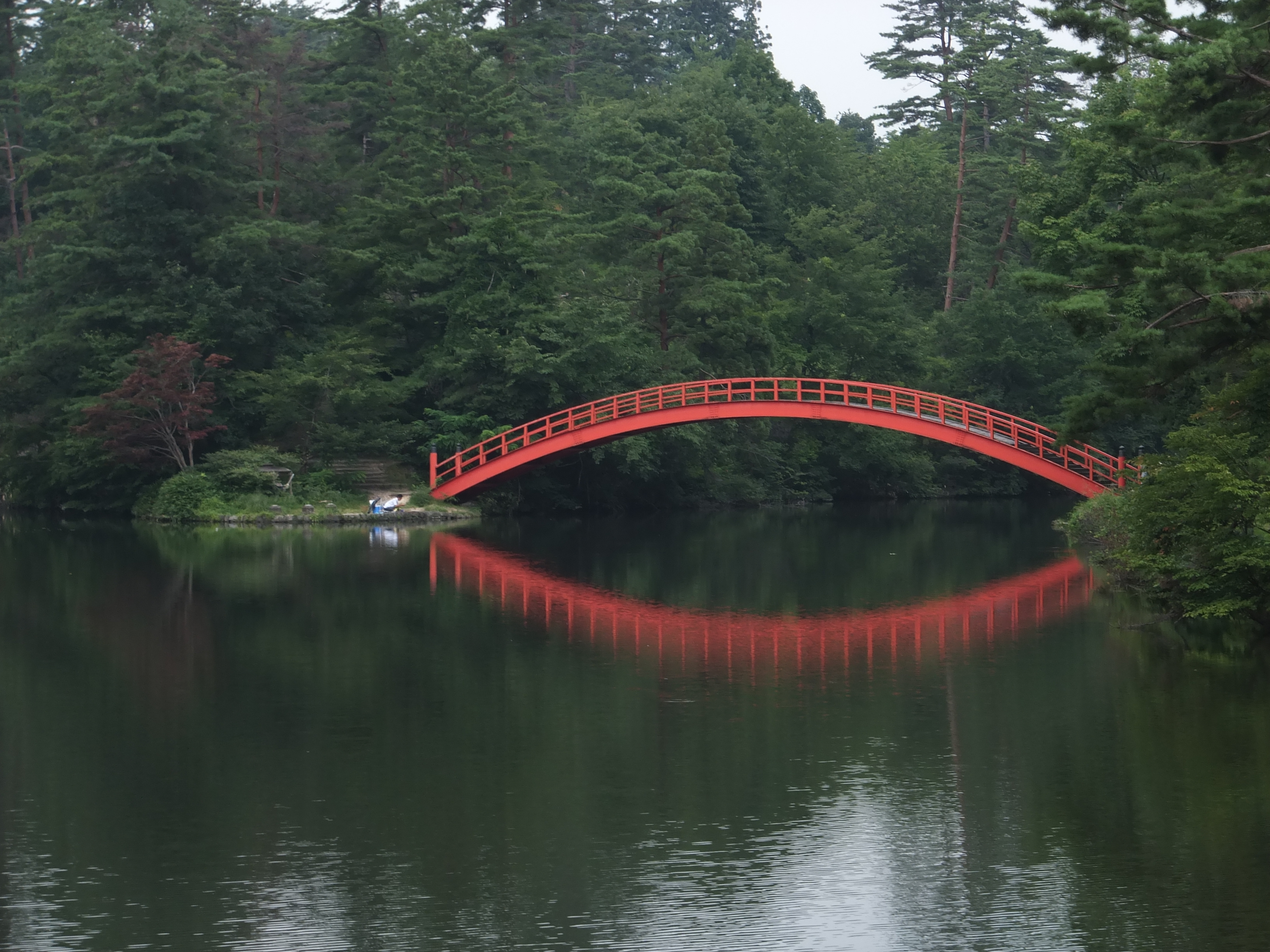
牛沼

- 1908年（明治41年） - 横手城跡が公園として横手町（当時）に移管される。
- 1930年（昭和5年） - 公園として大整備が行われる。
- 1954年（昭和29年）8月 - 横手市営球場竣工[7]。
- 1965年（昭和40年） - 横手城模擬天守、平和観音が築かれる[8]。
- 1966年（昭和41年）8月 - バラ園が整備される[8]。
- 1973年（昭和48年）10月21日 - D51 270号機 除幕式挙行[9]。
- 1975年（昭和50年）9月24日 - 日帰りセンター開業[10]。
- 1979年（昭和54年）5月 - 横手市営球場のナイター設備が竣工[11]。
- 1989年（平成元年）4月19日 - 赤土広場竣工[12]。
- 2018年（平成30年） - 横手公園スキー場が廃止される。

## 主な園内施設

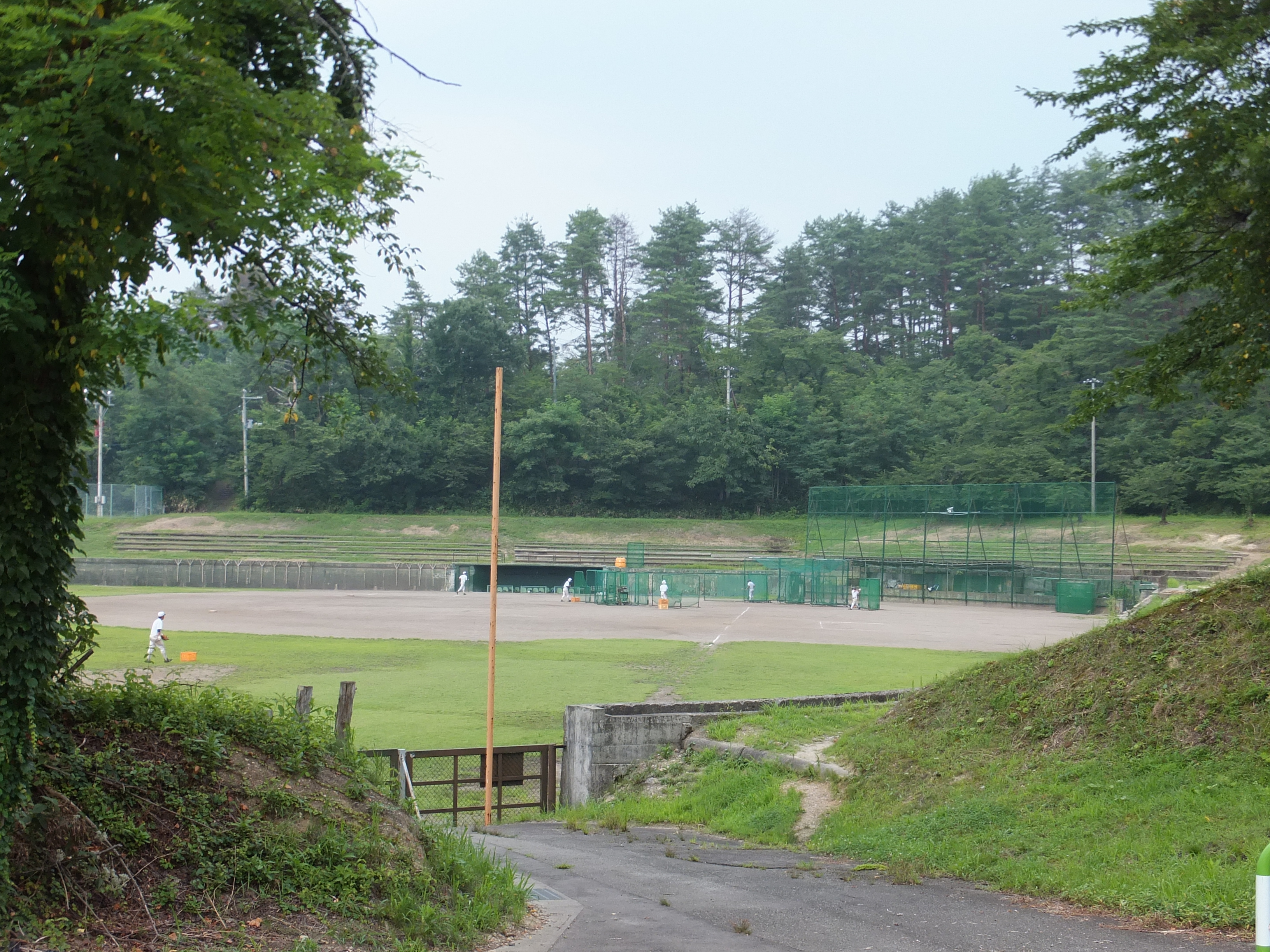
運動広場

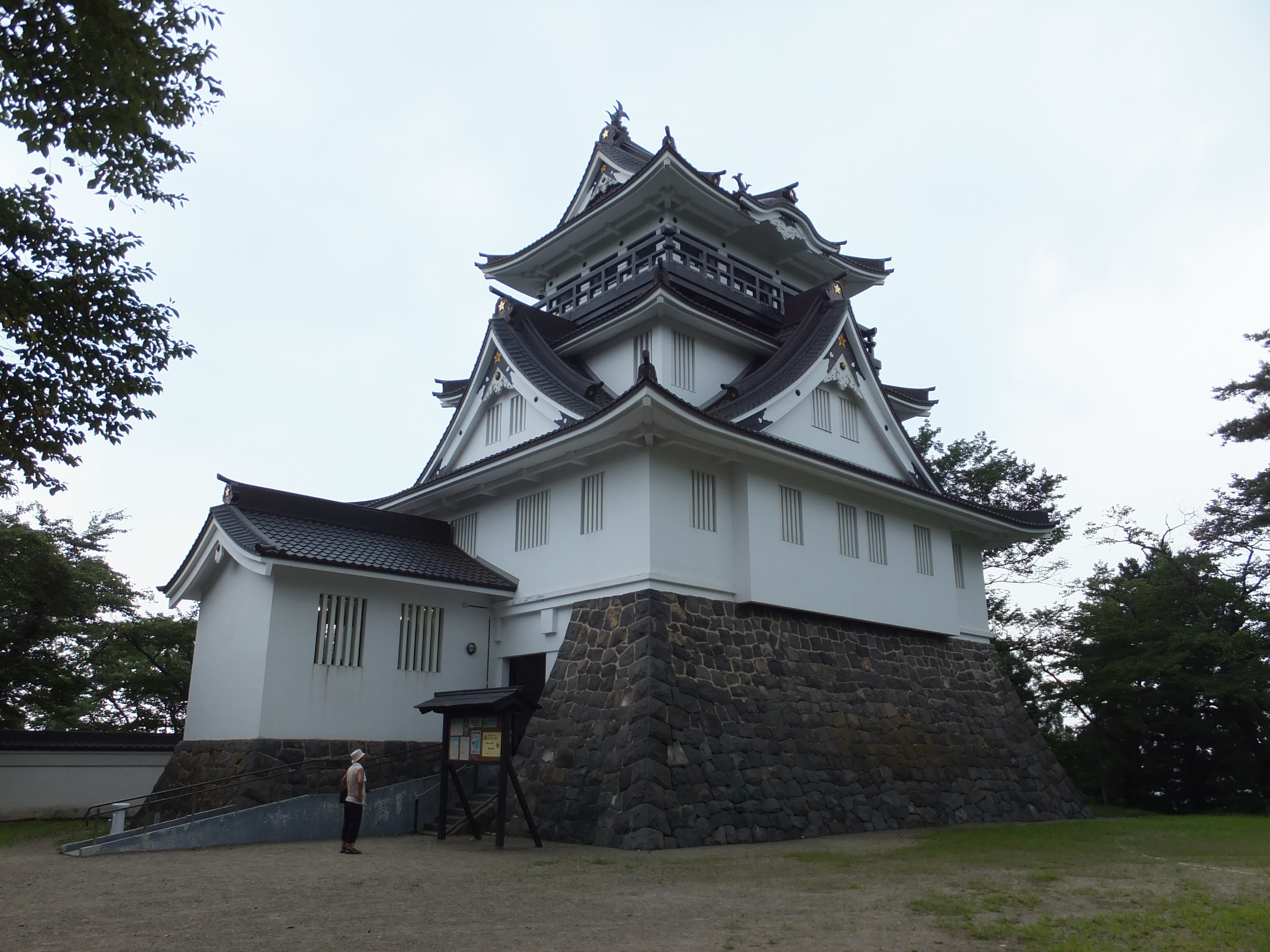
横手公園展望台
郷土資料館と展望台で構成される模擬天守。展望台からは鳥海山を始めとする山々や横手盆地を一望することができる。模擬天守は横手城の二の丸跡に1965年（昭和40年）11月に完成したもので、総工費は3,600万円。鉄筋コンクリート構造。
- 冬季（12月 - 3月）閉鎖（かまくら期間中は臨時開館）
- 入館料：100円
  - 入場券は、横手市観光文化施設である4館（当館・かまくら館・後三年合戦金沢資料館・石坂洋次郎文学記念館）共通で使用することができる[15]。

秋田神社
秋田藩祖佐竹義宣を祀る神社であり、戊辰戦争で戦死した22人の霊を慰めるために1879年（明治12年）秋田市の千秋公園にある八幡秋田神社を分社して建立された。旧横手城の資材を再利用して建てられており、柱に戊辰戦争の際の弾痕が残っている。境内に妹尾兼忠の石碑がある。
本多上野介正純墓碑
宇都宮城釣天井事件を受けて横手へ配流、当地で死去した本多正純の墓碑である。
平和観音
戦没者の慰霊と平和の祈りをこめ建立された。1965年（昭和40年）6月30日起工、同年11月15日完成。
運動広場（旧横手市営球場）
戦後より盛んに行われていたスポーツが野球であり、本格的な野球場の開設を町民たちは望んでいた。とくに、横手公園に近接する横手北小学校（初代）および横手第二中学校は運動場狭あいのため、1949年（昭和24年）に町へ運動場の開設を要望していた。そこで、町は失業対策事業として着工することとし、総工費3,400万円で同年12月に着工した。
失業対策事業としての工事だったことから、鍬やシャベル、もっこを用いた人力作業を中心として整備が行われ、約12万人を動員した。1954年（昭和29年）に竣工し、8月18日に球場開きが行われた。「横手市営球場」という名称は公募によって決められたもので、スタンド周りには羽後交通から寄贈されたサクラが植樹されている。なお、当初は運動広場として要望された施設であったが、実際に完成したのは本格的な球場となっており、横手北小学区の願いとは異なった。
開場後も改修が重ねられ、1955年（昭和30年）にはナイター設備が完成した。
横手公園スキー場
スキー場が開場した正確な時期は不明で、1933年（昭和8年）にこの地で第一回県南スキー大会が開催されていることから、1930年代頃の開場と考えられている。開場当時より、全県スキー大会の開催地として使用され続けてきたが、県内に他の大規模スキー場が整備されてきた1960年代より大きな大会は開催されていない。
1960年代以降より全国的なスキーブームとなり、先述した通り県内でも大規模なスキー場の整備が進んだ。その結果、設備が乏しい横手公園スキー場からは客足が遠のき、地域からも施設の拡張を求める声が上がっていた。同時期には、大沢地区の沼山にスキー場を整備する陳情が提出されるなど、本格的なスキー場の整備を市に迫った。これらの要望を受け、市は市政30周年記念事業としてスキー場を整備することとしたが、費用や時間の面から既存の横手公園スキー場を改修することに決定。面積を3.5haから16haに拡張し、既存の全長120mのロープトゥに加え、全長520mのリフト（シングル）を設置するなどして施設を大幅に改修した。
市は2016年に横手市財産経営推進計画（通称：FM計画）を策定し、計画内で横手公園スキー場は2021年中に廃止することとした。ただ、2017年に発生した大雨被害によって斜面が崩落するなどし、計画を前倒して2018年には廃止された。
その他
- 横手公園赤土広場
- D51 270号機
- 滝ノ沢霊場
- バラ園

など
- 秋田神社
- 本多正純と正勝の墓
- 石坂洋次郎文学碑
- D51 270号機
- 牛沼

## イベント
- よこて桜まつり（4月下旬～5月上旬）[23][24]

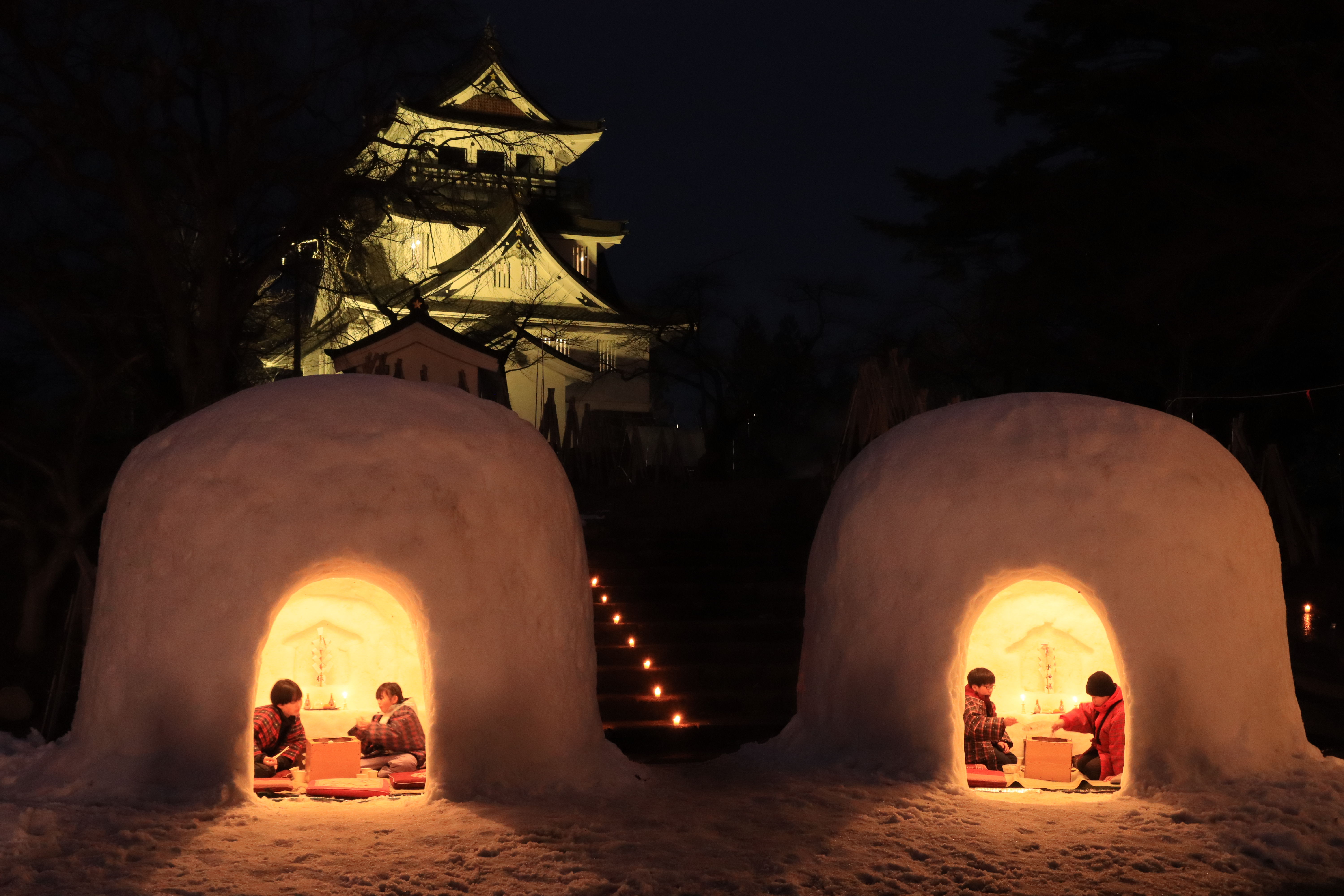
横手城とかまくら

- 横手の雪まつり・かまくら（2月15日 - 16日）

## アクセス
鉄道
東日本旅客鉄道（JR東日本） 奥羽本線・北上線 横手駅から徒歩約25分
自動車
E46 秋田自動車道 / E13 東北中央自動車道 横手ICから約15分
E46 秋田自動車道 横手北SICから約20分

## 周辺
- みずほの里ロード
- 秋田県立横手城南高等学校
- 横手簡易裁判所
- 石坂洋次郎文学記念館

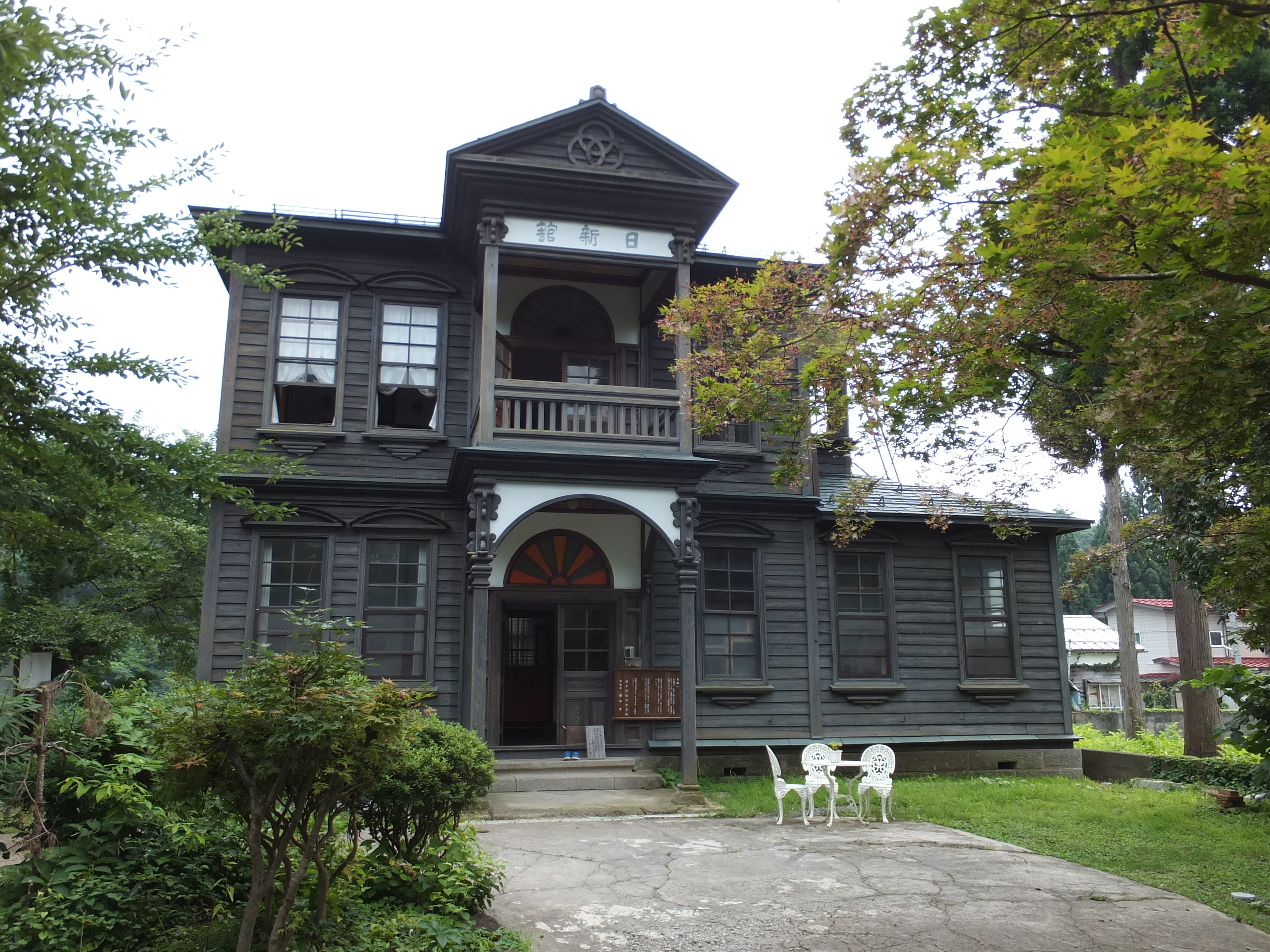
旧日新館
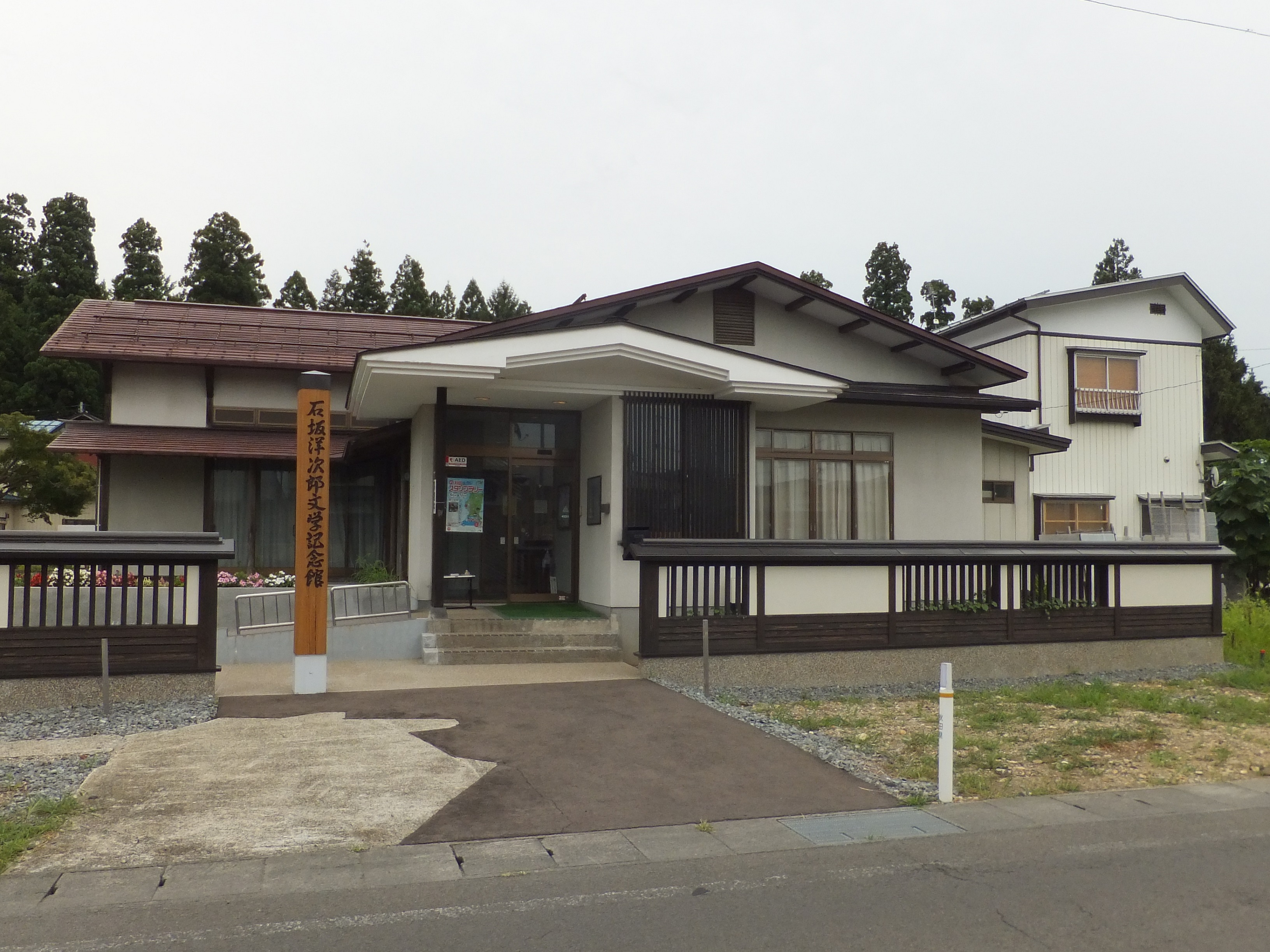
石坂洋次郎文学記念館

- 旧日新館
- 石坂洋次郎文学記念館